# Valerij Alexejevič Čudinov

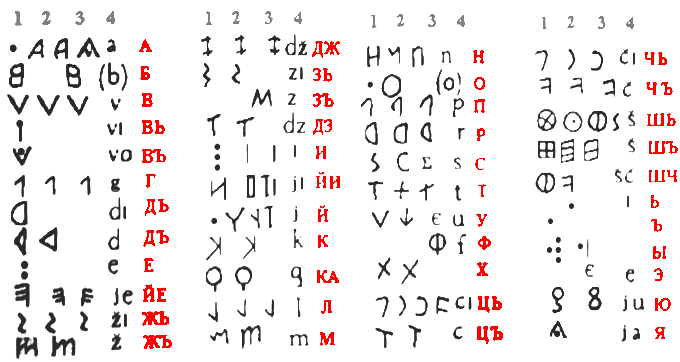
Rozluštění etruské abecedy dle Čudinova

Valerij Alexejevič Čudinov (rusky Валерий Алексеевич Чудинов; 30. června 1942, Moskva — 6. února 2023 Moskva) byl sovětsko-ruský filozof, docent na katedře dějin kultury na Státní akademii Slovanských kultur.

## Život a dílo
V roku 1967 ukončil studium na Fyzikální fakultě Moskovské státní univerzity. Uveřejnil více než 120 publikací, z nichž avšak ani jedna nebyla publikovaná v recenzovaném odborném časopise. Věnoval se slovanské mytologii a paleografii.
Čudinov prosazoval myšlenku, že slovanská civilizace je daleko starší, než se dnes (k roku 2017) odborníci domnívají, ba dokonce více než všechny ostatní známé civilizace. Základ slovanského písma nalézá již v paleolitu. Tvrdí, že existuje písmo, tzv. runika, které užívali Slované ještě před hlaholicí a cyrilicí, a které dokazuje vysokou úroveň duchovní kultury Slovanů v minulosti.

## Význam
Údajně „na základě archeologických nálezů prokázal, že Slované žili na veliké části dnešního Německa již v době před naším letopočtem a proto nemohlo dojít v 7. století n. l. k jejich stěhování, jak se tvrdí v oficiální historiografii všech evropských států“. 